# Здењек Земан
Здењек Земан (чеш. Zdeněk Zeman; Праг, 12. мај 1947) јесте чешки фудбалски тренер.

## Биографија
Од 1968. године живи у Италији, у коју се преселио после инвазије СССРа на Чехословачку. Одредиште му је било Палермо, где се настанио уз помоћ ујака Честмира Вицпалека, који је био играч и тренер Јувентуса.
Године 1975. је добио италијански пасош, а на Сицилији је завршио спортску академију - одсек за медицину у спорту, а касније и тренерску школу.
Тренерску каријеру је почео са млађим категоријама Палерма (1981-83).
Водио је следеће клубове : 
ФК Ликата (1983-86),
ФК Фођа (1986-87),
ФК Парма (1987-88),
ФК Месина (1988-89),
ФК Фођа (1989-94),
ФК Лацио (1994-97),
ФК Рома (1997-99),
ФК Фенербахче (1999-00)
ФК Наполи (2000)
ФК Салернитана (2001-03),
ФК Авелино (2003-04,
ФК Лече (2004-05),
ФК Бреша (март-мај 2006),
ФК Лече (јул-децембар 2006).
ФК Црвена звезда (јул-септембар 2008).
2007. године је радио за Спортску асоцијацију Ћиско Рома која се такмичи у Серији Ц2.
Његов рад значајно је утицао на каријере: Тото Скилаћија, Франческа Бајана, Луиђија ди Бјађа, Франческа Тотија, Алесандра Несте и др. Заговорник је формације 4-3-3, којој је дао свој печат.
Дана 16. јуна 2008. на седници Управног одбора Црвене звезде одлучено је да Земан постане други странац тренер Црвене звезде, после Валтера Зенге. Земан је у Звезди остао до 7. септембра 2008. када је након лошег почетка Црвене звезде у Меридијан суперлиги (два пораза и реми) и елиминације у 1. колу Купа УЕФА од кипарског Апоела.